# Orhan Mustafi
Orhan Mustafi, né le 4 avril 1990 à Kumanovo (Macédoine), est un footballeur suisse d'origine macédonienne évoluant au poste d'attaquant.

## Biographie
En octobre 2014, il signe au FC Le Mont,.

## Palmarès
- FC Bâle
  - Champion de Suisse en 2010.
- Kitchee SC
  - Champion de Hong Kong en 2017